# Castell’Azzara
Castell’Azzara ist ein Ort mit 1292 Einwohnern (Stand 31. Dezember 2023) in der Provinz Grosseto, Region Toskana in Italien.

## Geografie

Lage von Castell’Azzara in der Provinz Grosseto

Der Ort erstreckt sich über rund 65 km². Er liegt etwa 50 km östlich der Provinzhauptstadt Grosseto und rund 120 km südöstlich der Regionalhauptstadt Florenz in der klimatischen Einordnung italienischer Gemeinden in der Zone E, 2 689 GG.
Der Ort liegt unterhalb des Berges Monte Civitella (1107 m) an den Torrenti Siele (11 km lang, davon 5 km im Ortsgebiet) und Stridolone (16 km lang, davon 5 km im Ortsgebiet), die beide in den Paglia münden. Die westliche Gemeindegrenze zu Semproniano bildet der Fluss Fiora.
Einziger Ortsteil (Frazione) ist Selvena, der seit 1915 Teil der Gemeinde ist (658 m, ca. 580 Einwohner).
Die Nachbargemeinden sind Piancastagnaio (SI), Proceno (VT), Santa Fiora, Semproniano und Sorano.

## Geschichte

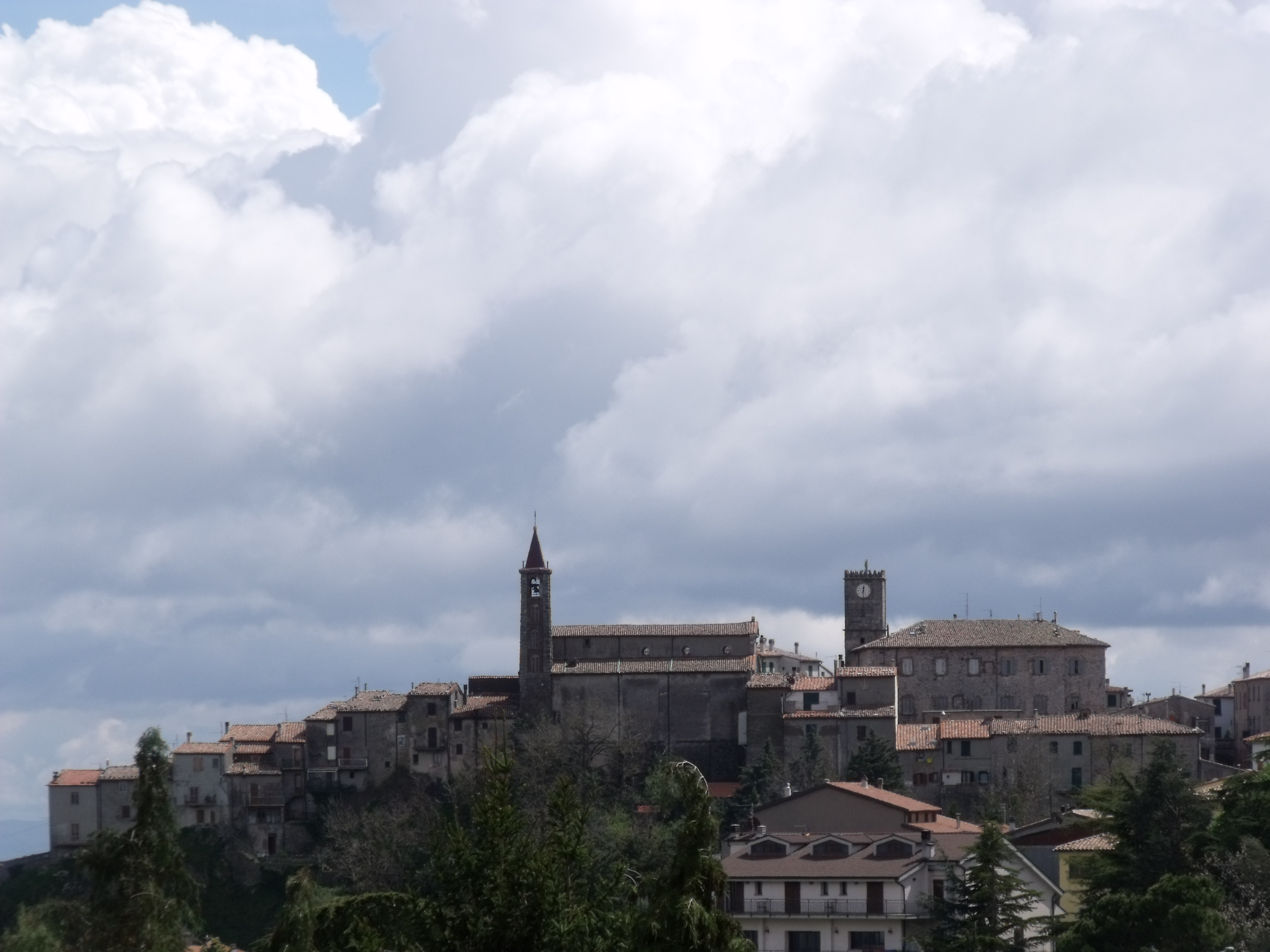
Panorama des Ortskerns von Castell’Azzara mit der Rocca Aldobrandesca (rechts) und der Kirche Chiesa di San Nicola (links)

Der Ort entstand zwischen dem 11. und 12. Jahrhundert als Besitz der Familie Aldobrandeschi. Erstmals schriftlich erwähnt wird der Ort im Jahr 1216 als Castellum Lazzari. Im Jahr 1251 wurde der Ort von den Herren aus Orvieto besetzt. Die Familie der Baschi aus Baschi, Verbündete der Orvietaner, eroberte den Ort 1297. Danach ging Castell’Azzara am 21. Juni 1356 wieder in den Besitz der Aldobrandeschi über, hier als Statthalter der Republik Siena. Nach der Heirat von Cecilia Aldobrandeschi mit Bosio Sforza 1439 ging der Ort in deren Besitz über. Im 17. Jahrhundert gelangte er in den Machtbereich des Herzogtums Toskana und wurde 1783 Ortsteil von Santa Fiora, wo er bis zur Einigung Italiens und dann mit Santa Fiora in die Provinz Grosseto eingeordnet wurde. Eigenständige Gemeinde wurde der Ort erst wieder am 21. März 1915, der Ortsteil Selvena kam hinzu.

## Sehenswürdigkeiten

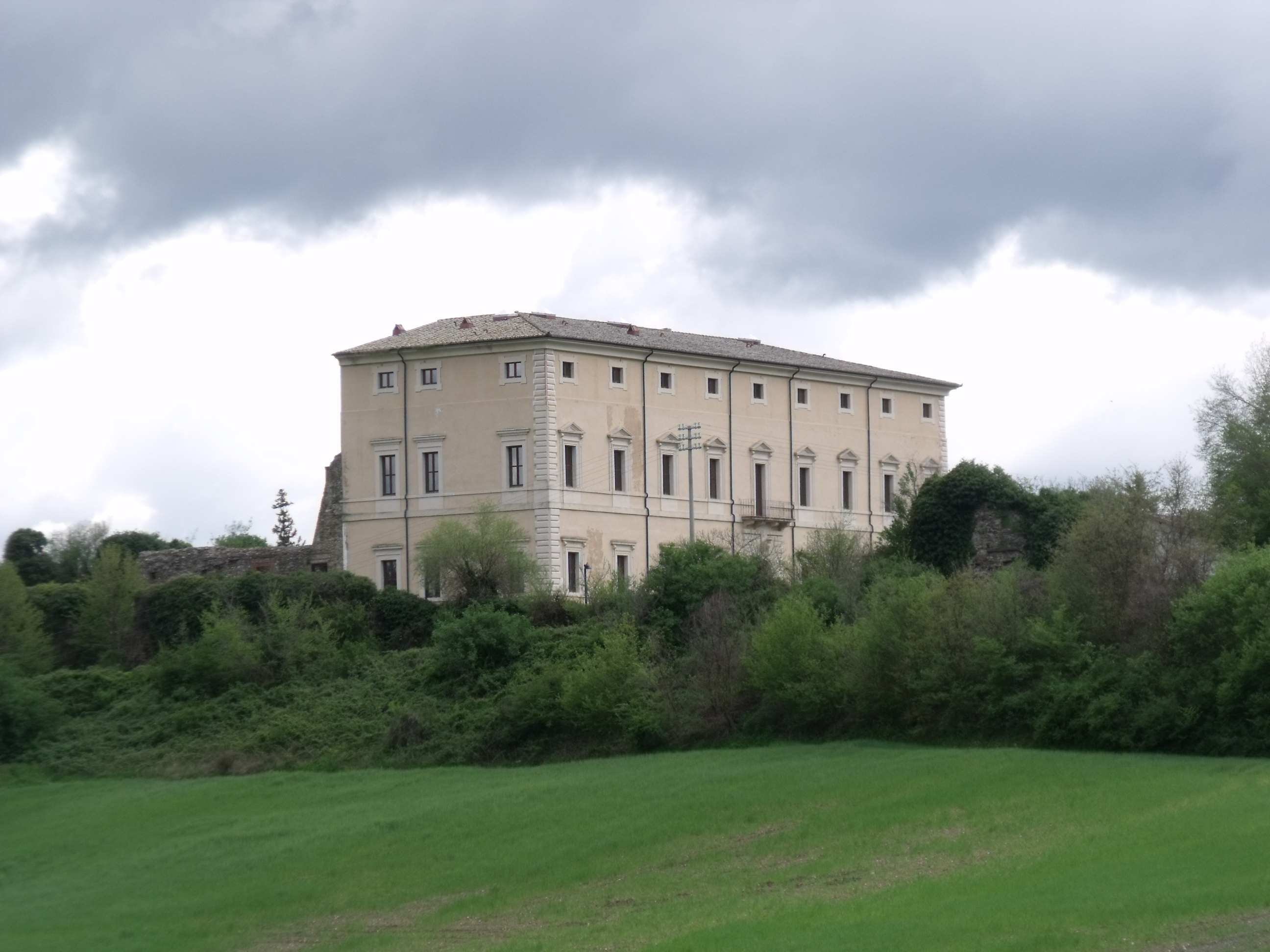
Die Villa Sforzesca

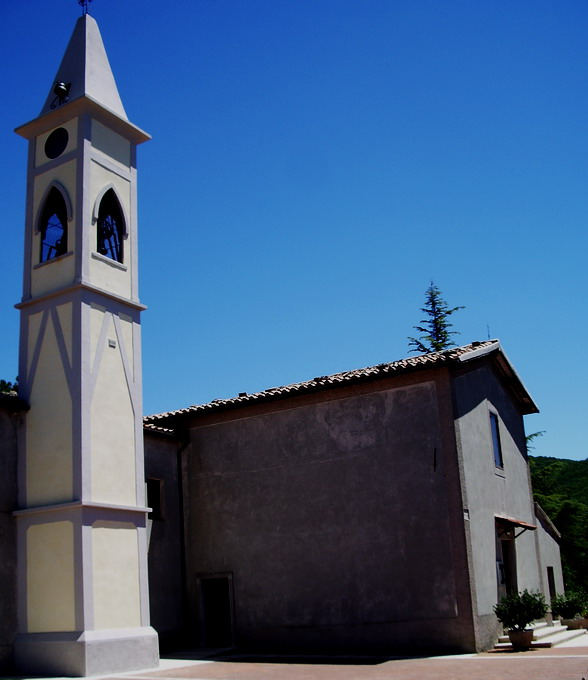
Die Kirche Chiesa di San Nicola da Tolentino im Ortsteil Selvena

- Chiesa di San Nicola, im 13. Jahrhundert entstandene Kirche. Wurde erstmals in den Rationes Decimarum von 1276/77 schriftlich erwähnt.[8] Die heutige Kirche entstand von 1841 bis 1850 über der ehemaligen Kirche. Wurde von 1923 bis 1926 renoviert, der Campanile wurde 1933 wiedererrichtet.[7] Enthält im Inneren das Leinwandgemälde Assunta e i Santi Martino e Nicola aus dem 16. Jahrhundert.[8]
- Chiesa del Rosario, auch Chiesa della Maestà (aufgrund eines mittlerweile verloren gegangenen Freskos so genannt) genannte Kirche, die zwischen 1525 und 1550 entstand.[7] Enthält aus dem 16. Jahrhundert zudem weitere Fresken (Evangelisti, Adorazione dei Magi) sowie das Leinwandgemälde Madonna del Rosario tra i Santi Domenico e Santa Caterina di Siena.[8]
- Chiesa della Misericordia, ehemalige, auch San Rocco genannte, Kirche im Ortskern[8]
- Chiesa della Madonna della Pietraia, früher auch Chiesa della Madonna della Pietà und Madonna degli Nevi genannt, Kirche in Località La Madonna, entstand wahrscheinlich am Ende des 17. Jahrhunderts über der ältern Kirche Chiesetta della Scorciaia.[8]
- Chiesa di San Gregorio Magno, Kirche nahe der Villa Sforzesca, die nach Papst Gregor XIII. benannt wurde und zum Gebäudekomplex der Villa gehört. Enthält das Gemälde Cardinale Sforza inginocchiato davanti alla Madonna col Bambino und das Fresko Sant’Antonio Abate aus dem 16. Jahrhundert.[8]
- Chiesa di San Nicola da Tolentino, dem Nikolaus von Tolentino geweihte Kirche im Ortsteil Selvena, die die Aufgaben der in der Burg Rocca Silvana befindlichen Kirche (1238 entstanden und dem Nikolaus von Bari geweiht) ab 1838 übernahm. Der Bau der Kirche wurde 1797 begonnen, die Einweihung fand 1838 statt. Der Campanile stammt aus dem Jahr 1850. Wurde 1925 komplett restauriert und verändert.[8]
- Rocca Aldobrandesca, Burg mit Uhrturm (Torre dell’Orologio) der Aldobrandeschi, im 13. Jahrhundert entstanden. Wurde erstmals schriftlich 1366 erwähnt und 1817 grundlegend umgestaltet.[7]
- Rocca Silvana, Burg, die bereits im 9. Jahrhundert in den Dokumenten des Klosters San Salvatore di Monte Amiata erwähnt wurde.[9]
- Villa Sforzesca, auch La Sforzesca genannt, Villa am Fluss Siele im Valle Calda, das hier die Gemeindegrenze zu Piancastagnaio und die Regionsgrenze zum Latium (Provinz Viterbo, Gemeinde Proceno) darstellt. Die Villa wurde 1576 vom Kardinal Alessandro Sforza (1534–1581) errichtet, Architekten waren Giovanni und Domenico Fontana.[7] Heute ist die Villa unbewohnt.[10]
- Castello di Penna, Befestigungsanlage der Aldobrandeschi aus dem 13. Jahrhundert an der Anhöhe Poggio della Vecchia am Monte Penna, die schriftlich in den Dokumenten der Aldobrandeschi aus den Jahren 1216 sowie 1274 erfasst wurden. Die letzte Erwähnung stammt aus dem Jahr 1414, als die Sforza die bereits verlassene Burg in ihren Besitz nahmen. Heute sind nur noch Reste der Anlagen als Ruinen anzutreffen.[9]